# Peugeot 106 XSI
La Peugeot 106 XSI est une petite citadine sportive lancée par Peugeot en septembre 1991. 

## Histoire
Née pour s'appeler « XTi », Peugeot l’appellera « XSi » à sa commercialisation, et cherche avant tout à évoluer et faire oublier l’appellation « GTi » devenue trop obsolète, mais qui lui a pourtant assuré une renommée certaine notamment chez son public jeune et avide de « petite sportive ». Cette Peugeot 106 XSi, n'était que chichement équipée à ses débuts : pas de vitres électriques ni de direction assistée de série. Elle devait être un second choix pour les clients fidèles à Peugeot, mais ne désirant pas accorder un budget aussi élevé qu'à sa devancière, la Peugeot 205 GTI, et cherchant à acquérir un modèle plus évolué sur le plan esthétique et technique.

## Description

### Esthétique
La Peugeot 106 XSI fut spécialement carrossée : bouclier avant avec bas-volet et feu longues portée  (jaunes au début, puis blancs en 1993), jantes en aluminium 14", becquet arrière, et baguettes latérales avec extensions d'ailes. Elle se distingue aisément des autres modèles de la gamme.
L'intérieur est quant à lui bien fini: les sièges semi-baquet en tissus (sellerie Serval/Ouragan) offrent un bon maintien en toutes circonstances. Par contre, pour une voiture qui était le sommet de gamme à son époque, l'équipement était jugé bien trop limité : compte-tours, indicateur de température/niveau d'huile et volant trois branches garni de cuir constituaient l'équipement de série.
La seconde version XSI à moteur 1 587 cm3 est encore enrichie et arbore des rétroviseurs de couleur caisse, une antenne courte, une sellerie bicolore alcantara noire et rouge, des rétroviseurs électriques de série, un pommeau de levier de vitesses spécifique orné de cuir, ainsi que des inserts couleur carbone qui ornent le côté droit (en plus de l'inscription « XSi ») du tableau de bord et le centre du volant.
Enfin, la version spécifique « Le Mans », produite à 1 000 exemplaires dont 300 réservés à la France est spécialement pourvue. Elle n'est disponible qu'en couleur « rouge lucifer ». Plusieurs logos « Le Mans » dont un à l'arrière en lieu et place du « XSI », un monogramme de la Peugeot 905 est fixé sur chaque porte et le numéro du véhicule est inscrit sur la portière avant gauche. La calandre reçoit la flamme PTS 3 couleurs, chaque baguette latérale est surlignée d'un liseré couleur aluminium et le spoiler avant comporte une lèvre noire supplémentaire. Dernier raffinement de cette remarquable version, à l'arrière se retrouvent deux appuis-têtes.

### Moteur
Les moteurs montés sur les différents millésimes de la Peugeot 106 XSI font partie de la famille « TU » que PSA a lancé en 1987 et qui sont une évolution des « XU ». Les différences majeures sont la compacité améliorée, la nouvelle position du moteur désormais incliné de 6° vers l'avant, ainsi que le collecteur d'échappement qui se trouve à l'avant, l'admission étant à l'arrière.
Dotée dans sa première livrée d'un moteur 1 360 cm3 (75 × 77), la 106 XSI adopte l'injection indirecte multipoints Bosch Motronic MP3.1 avec allumage jumostatique. Elle est annoncée par Peugeot pour 98 ch DIN à 6 800 tr/min et développe un couple de 122 N m à 4 200 tr/min. Ces valeurs sont abaissées à 94 ch DIN à 6 600 tr/min et 117 N m à 4 200 tr/min en 1993, à la suite de l'adoption des nouvelles normes antipollution sans toutefois pénaliser franchement les performances. À noter toutefois que des versions 94 ch étaient commercialisées avant janvier 1993, offrant alors 1 000 francs de remise.
A l'utilisation, ce moteur manque quelque peu de souplesse jusqu'à 4 000 tr/min environ, puis devient bien plus exploitable jusqu'à 7 250 tr/min, régime maximal autorisé. Ce manque de souplesse est dû à sa cylindrée relativement faible, ainsi qu'au calage de distribution du moteur favorisant le remplissage des cylindres dans les hauts régimes. 
La version de base de ce moteur 1 360 cm3 développant 75 ch DIN, Peugeot a dû apporter quelques modifications visant à augmenter la puissance maximale dans l’objectif de performances fixé. Ainsi, ont été apportées les modifications moteur suivantes :
- Adoption de l'injection multipoints et d'un collecteur d'admission spécifique.
- Augmentation du rapport volumétrique de compression (9.9/1) par le choix de pistons aux têtes bombées.
- Modification du profil de l'arbre à cames (augmentation des valeurs de levées et des durées d'ouvertures des soupapes).
- Augmentation du diamètre des soupapes (adm : 39,1 mm/éch : 31 mm).
- Modifications de la ligne d'échappement (légère augmentation du diamètre de celle-ci).

En mai 1994, Peugeot dote sa 106 XSi d'un tout nouveau moteur, toujours de la famille « TU » mais de 1 587 cm3 (78,5 × 82). Doté d'un système d'injection multipoint Magnetti-Marelli type 8P autorisant 7 400 tr/min, il est d'un point de vue architectural similaire à son prédécesseur. Peugeot semble avoir voulu développer une mécanique plus souple: développant 103 ch DIN à 6 200 tr/min pour un couple maximal de 135 N m à 3 500 tr/min, il se montre plus « exploitable » sur une large plage de régimes. Sa cylindrée supérieure et son rapport volumétrique de compression porté à 10.2/1 y ont largement contribué.

### Performances
Son faible poids, allant de 840 à 860 kg en fonction des options montées, et une boîte de vitesses à l'étagement court et bien étudié confèrent des performances très correctes à la 106 XSi.

Les accélérations de 0 à 100 km/h sont annoncées en 9.2s, le 1 000 m départ arrêté en 31,4 s et 190 km/h en vitesse de pointe pour la version 98ch. Performances certes modestes, mais l'insonorisation étant ce qu'elle est pour une voiture de cette époque, de ce poids et au moteur de ce type, on peut dire que les sensations à bord ne manquent pas.
La version 94 ch arborant respectivement 9.9s aux 0-100 km/h, 31.8s au 1 000 m départ arrêté et 187 km/h en vitesse de pointe démontre que la différence de performance est à peine perceptible. Enfin, la dernière motorisation de 1 587 cm3 pour 103 ch DIN exécute le 0-100 km/h en 9.3s, le 1 000 m départ arrêté est abattu en 30,8 s et 195 km/h en vitesse de pointe.

### Châssis
Le châssis est à la hauteur de la réputation de la marque pour son efficacité. Elle est dotée à l'avant des suspensions type « Mac Pherson », complétés d'une barre antiroulis de 22 mm de diamètre, et à l'arrière de bras-tirés avec barres de torsion transversales et barre anti-roulis de 24 mm de diamètre.
La direction est un peu trop directe, mais même sans l'assistance cela ne pose pas de problème.
Le train arrière est à la fois « joueur mais très sûr ». Le lever de pied en virage reste délicat au vu du caractère un peu survireur du véhicule. La tenue de route générale est très bonne avec des réactions progressives. Le freinage pourvu de disques ventilés de 247 mm de diamètre à l'avant, et de tambours de 180 mm de diamètre à l'arrière se révèle un peu insuffisant surtout sur la version 1 587 cm3, et peut manquer d'endurance.

### Options disponibles
Chichement dotée, la 106 XSi disposait d'options payantes, variables suivant années-modèle et versions. Ainsi l'ABS, la climatisation, la direction assistée, le toit ouvrant, les vitres électriques, la teinte rouge Lucifer constituaient les principales options.

### Fiabilité
Sans grands soucis de ce côté, bien que les moteurs 1 360 cm3 aient des joints de culasse plus ou moins fragiles et présentent des phénomènes d'à-coups perceptibles surtout moteur froid. Outre ces petits défauts, on notera la boîte de vitesses un peu « accrocheuse » à mesure de l'usure des synchroniseurs, le train arrière qui tend à « s'ouvrir » si on ne prend pas garde à remplacer les roulements à temps et une certaine tendance à la surchauffe due semble-t-il à un volume de radiateur trop faible.
Les moteurs équipant la 106 XSi sont d'une redoutable fiabilité, à l'instar des autres « TU » et « XU ». De forts kilométrages peuvent exiger une révision de la culasse et de l'ensemble des joints moteur. De nombreux véhicules ont ainsi parcouru 250 000 km et plus sans qu'il ne paraisse se poser de problème particulier. Il semblerait que le respect des intervalles d'entretien préconisé par le constructeur et la prise en compte des quelques faiblesses çà et là soient suffisants pour conserver une fiabilité à toute épreuve.

## Quelques données techniques
- Coefficient de pénétration dans l'air: 0.34
- Poids annoncé: 840-860 kg
- Motorisations: 4 cylindres en ligne, 1 360 et 1 587 cm3
- Puissance maxi: de 94 ch à 103 ch DIN
- Couples maxi: de 117 à 135 N m
- Vitesses maxi: de 187 à 197 km/h
- Boîte de vitesses: 5 rapports synchronisés + M.A
- Pneumatiques: type tubeless à carcasse radiale, 175/60-14 79H
- Prix neuf: de 83 000 à 94 000 francs en fonction des options et modèles.
- Couleurs disponibles: Gris anthracite, Gris magnum, Blanc meige, Bleu miami, Rouge vallelunga, Rouge lucifer, Noir onyx.
- Consommations mixtes: env 7.4l/100km sur toutes les versions
- Année de production: septembre 1991 / avril 1996
- Puissances fiscales: 7 et 8 CV
- Équipements de série: Vitres teintées, vitres arrière latérales outr'ouvrable, projecteurs longue-portée, jantes alliage 14", verrouillage centralisé à distance, lève-vitre électrique (sauf premiers mois de production), compte-tours, volant cuir 3 branches, allume-cigare, lecteur de carte, siège sport.

## Conclusion
Vendue 83 000 francs en septembre 1992, la Peugeot 106 XSi ne doit pas faire oublier ce pour quoi elle est née.
Même si à ce jour elle parait bien simple aux côtés des véhicules actuels, elle n'en demeure pas moins très homogène : légère, dotée d'une boîte de vitesses bien étagée et de bonne tenue de route, elle demeure d'un point de vue de ses performances à la hauteur de bien des concurrentes contemporaines. À ce jour (mai 2012), acheter une 106 XSi sur le marché de l'occasion semble délicat : souvent transformée au profit de la personnalisation ou fortement kilométrée, ce véhicule est victime de ses qualités : fiabilité, excellent rapport prix/performances et entretien réduit.
Cependant, certains modèles parfaitement entretenus se trouvent encore en bon état. Pour une remise en état complète à des fins de conservation, et hors peinture, comptez quelques centaines d'euros nécessaires au remplacement de la plupart des joints moteur, filtres, fluides, sondes et autres capteurs. Cependant, un modèle correctement entretenu est une bonne affaire pour qui souhaite vivre une « autre époque » de l'automobile à petit budget.